# 濱口伸明
濱口 伸明（はまぐち のぶあき）は、日本の経済学者。神戸大学経済経営研究所教授。主な研究領域は、空間経済学・ブラジル地域研究。現在の研究課題は、ラテンアメリカ経済発展に関する実証研究と空間経済学の理論研究。

## 略歴

### 学歴
- 1987年（昭和62年）3月 大阪外国語大学ポルトガル・ブラジル語学科卒業
- 1993年（平成5年） 米国ペンシルベニア大学大学院地域科学研究科修士課程修了（M.A.）
- 1995年（平成7年） 米国ペンシルベニア大学大学院地域科学研究科博士課程修了（Ph.D.）

### 職歴
- 1987年（昭和62年）　アジア経済研究所開発研究部研究員
- 1991年（平成3年）7月　アジア経済研究所海外派遣研究員として米国ペンシルベニア大学留学
- 1993年（平成5年） アジア経済研究所研究開発部配属、中南米総合研究プロジェクトチーム兼務
- 1998年（平成10年）7月 特殊法人改革により日本貿易振興会アジア経済研究所に改称
- 2000年（平成12年）6月 日本貿易振興会アジア経済研究所海外研究員（リオデジャネイロ連邦大学経済学部客員研究員）
- 2004年（平成16年 4月　神戸大学経済経営研究所准教授
- 2007年（平成19年）10月　神戸大学経済経営研究所教授

### 活動
- ラテン・アメリカ政経学会理事
- 日本ブラジル交流協会理事
- 日本貿易振興機構アジア経済研究所・東アジア経済統合の経済学研究会外部委員